# France aux championnats d'Europe d'athlétisme

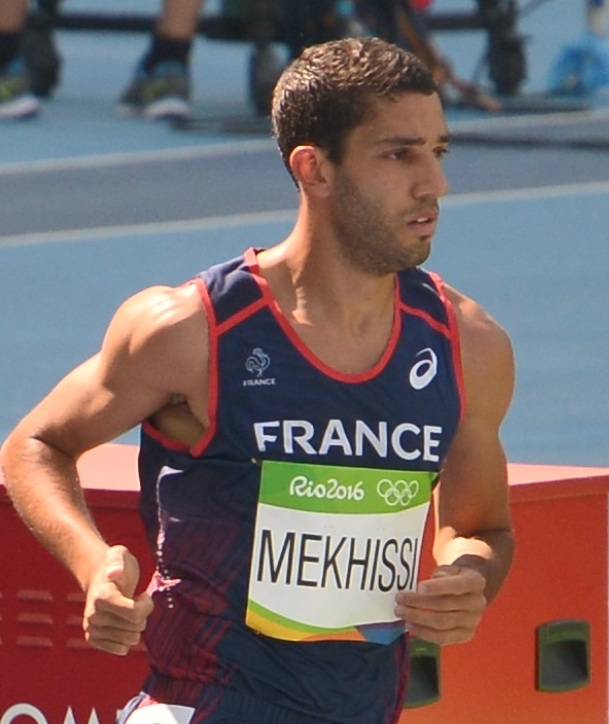
Mahiedine Mekhissi-Benabbad est l'athlète français le plus titré aux championnats d'Europe (5 médailles d'or).

La France participe aux championnats d'Europe d'athlétisme depuis la première édition, en 1934 à Turin. Après les championnats d'Europe 2024, son bilan est de 219 médailles, dont 73 en or.

## Bilan global
| Édition | Or | Argent | Bronze | Total |
| CE 1934 | 1  | 3      | 1      | 5     |
| CE 1938 | 1  | 1      | 1      | 3     |
| CE 1946 | 3  | 4      | 4      | 11    |
| CE 1950 | 4  | 8      | 3      | 15    |
| CE 1954 | 1  | 1      | 1      | 3     |
| CE 1958 | 0  | 0      | 1      | 1     |
| CE 1962 | 2  | 2      | 0      | 4     |
| CE 1966 | 4  | 3      | 7      | 14    |
| CE 1969 | 3  | 4      | 0      | 7     |
| CE 1971 | 2  | 1      | 0      | 3     |
| CE 1974 | 2  | 2      | 0      | 4     |
| CE 1978 | 1  | 0      | 1      | 2     |
| CE 1982 | 0  | 0      | 3      | 3     |
| CE 1986 | 1  | 1      | 2      | 4     |
| CE 1990 | 3  | 2      | 5      | 10    |
| CE 1994 | 4  | 3      | 2      | 9     |
| CE 1998 | 2  | 1      | 1      | 4     |
| CE 2002 | 4  | 1      | 2      | 7     |
| CE 2006 | 4  | 1      | 3      | 8     |
| CE 2010 | 8  | 6      | 4      | 18    |
| CE 2012 | 5  | 4      | 5      | 14    |
| CE 2014 | 9  | 8      | 8      | 25    |
| CE 2016 | 2  | 5      | 3      | 10    |
| CE 2018 | 3  | 4      | 3      | 10    |
| CE 2022 | 0  | 4      | 5      | 9     |
| CE 2024 | 4  | 5      | 7      | 16    |
| Total   | 73 | 74     | 72     | 219   |

## Médaillés
Ce tableau liste tous les médaillés français des Championnats d'Europe d’athlétisme depuis 1934.
| Édition | Or | Argent | Bronze | Total |
| 1934    | Roger Rochard 5000 m | Pierre Skawinski 400 m Paul Winter Lancer du disque Relais 4 × 400 mètres Robert Paul, Georges Guillez, Raymond Boisset, Pierre Skawinski | Roger Normand 1500 m | 5     |
| 1938    | Prudent Joye 400 m haies | Jacques Lévèque 800 m | Pierre Ramadier Saut à la perche | 3     |
| 1946    | Raphaël Pujazon 3000 m steeple Anne-Marie Colchen Saut en hauteur Relais 4 × 400 m masculin Bernard Santona, Yves Cros, Robert Chef d’Hôtel, Jacques Lunis | Jacques Lunis 400 m Micheline Ostermeyer Lancer du poids Relais 4 × 100 m masculin Agathon Lepève, Julien Le Bas, Pierre Gonon, René Valmy Relais 4 × 100 m féminin Léa Caurla, Anne-Marie Colchen, Claire Brésolles, Monique Drilhon                                                   | Marcel Hansenne 800 m Émile Maggi 10 km marche Claire Bressolles 100 m Léa Caurla 200 m | 11    |
| 1950    | Étienne Bally 100 m André-Jacques Marie 110 m haies Ignace Heinrich Décathlon Arlette Ben Hamo Pentathlon | Étienne Bally 200 m Jacques Lunis 400 m Marcel Hansenne 800 m />Patrick El Mabrouk 1500 m Alain Mimoun 10 000 m Alain Mimoun 5 000 m Emile Maggi 10 km marche Relais 4 × 100 m masculin (É. Bally, J. Perlot, Y. Camus, J-P Guillon)                                                    | Micheline Ostermeyer 80 m haies Micheline Ostermeyer Lancer du poids Claude Bénard Saut en hauteur | 15    |
| 1954    | Relais 4 × 100 m masculin (C. Haaroff, J. Degats, J-P Martin du Gard, J-P Goudeau) | René Bonino 100 m | Ernest Wanko Saut en Longueur | 3     |
| 1958    | | | Jocelyn Delecour 200 m | 1     |
| 1962    | Claude Piquemal 100 m Michel Jazy 1500 m | Jocelyn Delecour 100 m Denise Guénard Pentathlon | | 4     |
| 1966    | Roger Bambuck 200 m Michel Jazy 5 000 m Jacques Madubost Saut en hauteur Relais 4 × 100 m masculin (M. Berger, J. Delecour, C. Piquemal, R. Bambuck) | Roger Bambuck 100 m Michel Jazy 1500 m Robert Sainte-Rose Saut en hauteur | Claude Piquemal 100 m Jean-Claude Nallet 200 m Monique Noirot 400 m Jean Cochard Saut en longueur Hervé d’Encausse Saut à la perche Marcel Duriez 110 m haies Robert Poirier 400 m haies | 14    |
| 1969    | Nicole Duclos 400 m Relais 4 × 100 m masculin ( A. Sarteur, P. Bourbeillon, G. Fenouil, F. Saint-Gilles) Relais 4 × 400 m masculin (G. Bertould, C. Nicolau, J. Carette, J-C Nallet) | Alain Sarteur 100 m Jean-Claude Nallet 400 m Colette Besson 400 m Relais 4 × 400 m féminin (E. Jacq, B. Martin, N. Duclos, C. Besson) | | 7     |
| 1971    | Jean-Claude Nallet 400 m Jean-Paul Villain 3000 m steeple | Jean Wadoux 5000 m | | 3     |
| 1974    | Guy Drut 110 m haies Relais 4 × 100 m masculin (L. Sainte-Rose, J. Arame, B. Cherrier, D. Chauvelot) | Jean-Claude Nallet 400 m Yves Le Roy Décathlon | | 4     |
| 1978    | Jacques Rousseau Saut en longueur | | Francis Demarthon 400 m | 2     |
| 1982    | | | Rose-Aimée Bacoul 100 m Chantal Réga 400 m haies Relais 4 × 100 m féminin (L. Bily, M-C Cazier, R-A. Bacoul, L. Gaschet) | 3     |
| 1986    | Stéphane Caristan 110 m haies | Marie-Christine Cazier 200 m | Bruno Marie-Rose 100 m Philippe Collet Saut à la perche | 4     |
| 1990    | Monique Ewanje-Epée 100 m haies Christian Plaziat Décathlon Relais 4 × 100 m masculin (M. Morinière, D Sangouma, J-C Trouabal, B. Marie-Rose) | Jean-Charles Trouabal 200 m Daniel Sangouma 100 m | Marie-José Pérec 400 m Annette Sergent 10 000 m Dominique Chauvelier Marathon Maria Rebelo-Lelut Marathon Thierry Toutain 20 km marche | 10    |
| 1994    | Marie-José Pérec 400 m Alain Blondel Décathlon Relais 4 × 100 m masculin (H. Lomba, D Sangouma, J-C Trouabal, E. Perrot) Relais 4 × 400 m féminin (F. Landre, V. Dorsile, E. Elien, M-J. Pérec) | Thierry Toutain 50 km marche Serge Hélan Triple saut Relais 4 × 400 m masculin (P-M. Hilaire, J-L. Rapnouil, J. Farraudière, S. Diagana) | Stéphane Diagana 400 m haies Jean Galfione Saut à la perche | 9     |
| 1998    | Christine Arron 100 m Relais 4 × 100 m féminin (K. Benth, F. Bangue, S. Félix, C. Arron) | Relais 4 × 100 m masculin (T. Lubin, F. Krantz, C. Cheval, N. Guims) | Jean Galfione Saut à la perche | 4     |
| 2002    | Mehdi Baala 1500 m Stéphane Diagana 400 m haies Muriel Hurtis 200 m Relais 4 × 100 m féminin ((D. Combe, M. Hurtis, S. Félix, O. Sidibe) | Ismaïl Sghyr 5000 m | Manuela Montebrun Lancer du marteau Relais 4 × 400 m masculin ((L.Djhone, A. Douhou, N. Keïta,I. Wade)) | 7     |
| 2006    | Marc Raquil 400 m Mehdi Baala 1500 m Yohan Diniz 50 km marche Relais 4 × 400 m masculin (L. Djhone, I. M’Barke, N. Keïta, M. Raquil) | Romain Mesnil Saut à la perche | Leslie Djhone 400 m Bouabdellah Tahri 3000 m steeple Relais 4 × 100 m masculin (O. Kankarafou, R. Pognon, F. Calligny, D. Alerte) | 8     |
| 2010    | Christophe Lemaitre 100 m Christophe Lemaitre 200 m Yohan Diniz 50 km marche Renaud Lavillenie Saut à la perche Mahiedine Mekhissi-Benabbad 3000 m steeple Romain Barras Décathlon Myriam Soumaré 200 m Relais 4 × 100 m masculin (J.Vicaut, C. Lemaitre, P-A. Pessonneaux, M. Mbandjock)                                                   | Bouabdellah Tahri 3000 m steeple Garfield Darien 110 m haies Kafétien Gomis Saut en longueur Véronique Mang 100 m Hind Dehiba 1500 m Relais 4 × 100 m féminin (M. Soumaré, V. Mang, L. Jacques-Sébastien, C. Arron)                                                                     | Martial Mbandjock 100 m Martial Mbandjock 200 m Teddy Tamgho Triple saut Myriam Soumaré 100 m | 18    |
| 2012    | Christophe Lemaitre 100 m Mahiedine Mekhissi-Benabbad 3000 m steeple Renaud Lavillenie Saut à la perche Éloyse Lesueur Saut en longueur Antoinette Nana Djimou Heptathlon | Jimmy Vicaut 100 m Florian Carvalho 1500 m Garfield Darien 110 m haies Relais 4 × 400 m féminin (P.Anacharsis, L. Guion-Firmin, M. Gayot, F. Guei) | Yannick Fonsat 400 m Pierre-Ambroise Bosse 800 m Mickaël Hanany Saut en hauteur Myriam Soumaré 200 m Relais 4 × 100 m masculin (R. Pognon, C. Lemaitre, P-A. Pessonneaux, E. Biron) | 14    |
| 2014    | Yoann Kowal 3 000 m steeple Mahiedine Mekhissi-Benabbad 1500 m Renaud Lavillenie Saut à la perche Yohann Diniz 50 km marche Benjamin Compaoré Triple saut Christelle Daunay Marathon Éloyse Lesueur Saut en longueur Antoinette Nana Djimou Heptathlon Relais 4 × 400 m féminin (Marie Gayot, Muriel Hurtis, Agnès Raharolahy, Floria Guei) | Christophe Lemaitre 100 m Christophe Lemaitre 200 m Kévin Mayer Décathlon Myriam Soumaré 100 m Clémence Calvin 10 000 m Cindy Billaud 110 m haies Mélina Robert-Michon Lancer du disque Relais 4 × 100 m féminin (Céline Distel-Bonnet, Ayodelé Ikuesan, Myriam Soumaré, Stella Akakpo) | Pascal Martinot-Lagarde 110 m haies Kévin Menaldo Saut à la perche Kafétien Gomis Saut en longueur Yoann Rapinier Triple saut Myriam Soumaré 200 m Laila Traby 10 000 m Relais 4 × 100 m masculin (Pierre Vincent, Christophe Lemaitre, Teddy Tinmar, Ben Bassaw) Relais 4 × 400 m masculin (Teddy Atine, Mamoudou Hanne, Mame-Ibra Anne, Thomas Jordier) | 25    |
| 2016    | Mahiedine Mekhissi-Benabbad 3000 m steeple Dimitri Bascou 110 m haies | Floria Guei 400 m Rénelle Lamote 800 m Antoinette Nana Djimou Heptathlon Relais 4 × 100 m masculin (Marvin René, Stuart Dutamby, Mickael-Meba Zeze, Jimmy Vicaut) Relais 4 × 400 m féminin (Phara Anacharsis, Brigitte Ntiamoah, Marie Gayot, Floria Guei)                              | Jimmy Vicaut 100 m Yoann Kowal 3000 m steeple Wilhem Belocian 110 m haies | 10    |
| 2018    | Pascal Martinot-Lagarde 110 m haies Mahiedine Mekhissi-Benabbad 3000 m steeple Morhad Amdouni 10 000 m | Rénelle Lamote 800 m Clémence Calvin Marathon Alexandra Tavernier Lancer du marteau Relais 4 × 400 m féminin (Elea-Mariama Diarra Déborah Sananes, Agnès Raharolahy F. Guei) | Pierre-Ambroise Bosse 800 m Morhad Amdouni 5000 m Renaud Lavillenie Saut à la perche | 10    |
| 2022    | | Pascal Martinot-Lagarde 110 m haies Wilfried Happio 400 m haies Rénelle Lamote 800 m Relais 4 × 100 m masculin Méba-Mickaël Zézé, Pablo Matéo, Ryan Zézé et Jimmy Vicaut | Just Kwaou-Mathey 110 m haies Jules Pommery Longueur Jean-Marc Pontvianne Triple saut Relais 4 × 400 m masculin Gilles Biron, Loïc Prévot, Téo Andant et Thomas Jordier Yann Schrub 10 000 m | 9     |
| 2024    | Gabriel Tual 800 m Alexis Miellet 3000 m steeple Cyréna Samba-Mayela 100 m haies Alice Finot 3000 m steeple | Yann Schrub 10 000 m Djilali Bedrani 3000 m steeple Louise Maraval 400 m haies Relais 4 × 400 m féminin Orlann Oliere Gémima Joseph Hélène Parisot Sarah Richard-Mingas Auriana Lazraq-Khlass Heptathlon                                                                                | Thomas Gogois Triple saut Makenson Gletty Décathlon Hélène Parisot 200 m Anaïs Bourgoin 800 m Agathe Guillemot 1500 m Ilionis Guillaume Triple saut Rose Loga Lancer du marteau | 16    |

## Participants par édition

### Zurich 2014

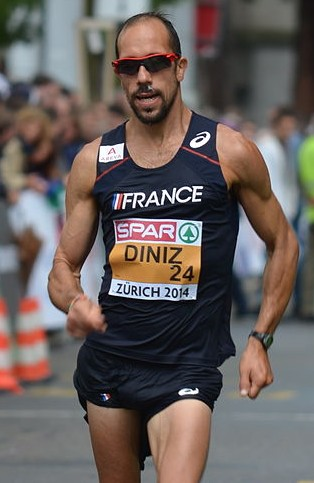
Yohann Diniz lors de son titre sur 50 km marche aux championnats d'Europe 2014.

| Épreuve         | Athlète                                                        | Résultat                   |
| --------------- | -------------------------------------------------------------- | -------------------------- |
| 100 m           | Christophe Lemaitre                                            | 2e en 10 s 13              |
| 100 m           | Jimmy Vicaut                                                   | Demi-finales (non partant) |
| 200 m           | Christophe Lemaitre                                            | 2e en 20 s 15              |
| 200 m           | Ben Bassaw                                                     | Demi-finales               |
| 400 m           | Mame-Ibra Anne                                                 | Demi-finales               |
| 400 m           | Yannick Fonsat                                                 | Demi-finales               |
| 800 m           | Pierre-Ambroise Bosse                                          | 8e en 1 min 46 s 55        |
| 800 m           | Paul Renaudie                                                  | Demi-finales               |
| 800 m           | Sofiane Selmouni                                               | Demi-finales               |
| 1 500 m         | Mahiedine Mekhissi-Benabbad                                    | 1er en 3 min 45 s 60       |
| 1 500 m         | Florian Carvalho                                               | Séries                     |
| 5 000 m         | Bouabdellah Tahri                                              | 6e en 14 min 11 s 62       |
| 10 000 m        | Bouabdellah Tahri                                              | 7e en 28 min 25 s 03       |
| 10 000 m        | Yassine Mandour                                                | Abandon                    |
| Marathon        | Abdellatif Meftah                                              | 6e en 2 h 13 min 16 s      |
| Marathon        | Jean-Damascène Habarurema                                      | 13e en 2 h 16 min 4 s      |
| Marathon        | Benjamin Malaty                                                | 15e en 2 h 17 min 9 s      |
| 110 m haies     | Pascal Martinot-Lagarde                                        | 3e en 13 s 29              |
| 110 m haies     | Dimitri Bascou                                                 | Finale, disqualifié        |
| 110 m haies     | Thomas Martinot-Lagarde                                        | Demi-finales               |
| 400 m haies     | Yoann Décimus                                                  | Demi-finales               |
| 3 000 m steeple | Yoann Kowal                                                    | 1er en 8 min 26 s 26       |
| 3 000 m steeple | Mahiedine Mekhissi-Benabbad                                    | Finale, disqualifié        |
| Hauteur         | Mickael Hanany                                                 | Qualifications             |
| Perche          | Renaud Lavillenie                                              | 1er avec 5,90 m            |
| Perche          | Kévin Menaldo                                                  | 3e avec 5 s 70             |
| Longueur        | Kafétien Gomis                                                 | 3e avec 8,14 m             |
| Longueur        | Salim Sdiri                                                    | Qualifications             |
| Triple-saut     | Benjamin Compaoré                                              | 1er avec 17,46 m           |
| Triple-saut     | Yoann Rapinier                                                 | 3e avec 17,01 m            |
| Poids           | Gaëtan Bucki                                                   | Qualifications)            |
| Décathlon       | Kevin Mayer                                                    | 2e avec 8 521 pts          |
| Décathlon       | Gaël Querin                                                    | 9e avec 8 194 pts          |
| Décathlon       | Florian Geffrouais                                             | 13e avec 7 900 pts         |
| 4 x 100 m       | Pierre Vincent Christophe Lemaitre Teddy Tinmar Ben Bassaw     | 3es en 38 s 47             |
| 4 x 400 m       | Mame-Ibra Anne Teddy Atine-Venel Mamoudou Hanne Thomas Jordier | 3es en 2 min 59 s 89       |
| 20 km marche    | Kévin Campion                                                  | 11e en 1 h 23 min 4 s      |
| 20 km marche    | Antonin Boyez                                                  | 21e en 1 h 25 min 31 s     |
| 50 km marche    | Yohann Diniz                                                   | 1er en 3 min 32 s 33       |

| Épreuve     | Athlète                                                                                    | Résultat               |
| ----------- | ------------------------------------------------------------------------------------------ | ---------------------- |
| 100 m       | Myriam Soumaré                                                                             | 2e en 11 s 16          |
| 100 m       | Céline Distel-Bonnet                                                                       | 6e en 11 s 38          |
| 100 m       | Ayodélé Ikuesan                                                                            | 8e en 11 s 54          |
| 200 m       | Myriam Soumaré                                                                             | 3e en 22 s 58          |
| 200 m       | Jennifer Galais                                                                            | Séries                 |
| 400 m       | Marie Gayot                                                                                | 7e en 52 s 14          |
| 400 m       | Floria Gueï                                                                                | Demi-finales           |
| 800 m       | Rénelle Lamote                                                                             | Demi-finales           |
| 800 m       | Justine Fedronic                                                                           | Demi-finales           |
| 10 000 m    | Clémence Calvin                                                                            | 2e en 32 min 23 s 58   |
| 10 000 m    | Laila Traby                                                                                | 3e en 32 min 26 s 03   |
| 10 000 m    | Sophie Duarte                                                                              | Abandon                |
| Marathon    | Christelle Daunay                                                                          | 1re en 2 h 25 min 14 s |
| 100 m haies | Cindy Billaud                                                                              | 2e en 12 s 79          |
| Perche      | Marion Lotout                                                                              | Finale, non classée    |
| Perche      | Marion Fiack                                                                               | Qualifications         |
| Perche      | Vanessa Boslak                                                                             | Qualifications         |
| Longueur    | Éloyse Lesueur                                                                             | 1re avec 6,85 m        |
| Disque      | Mélina Robert-Michon                                                                       | 2e avec 65,33 m        |
| Marteau     | Alexandra Tavernier                                                                        | 6e avec 70,32 m        |
| Heptathlon  | Antoinette Nana Djimou                                                                     | 1re avec 6 551 pts     |
| 4 x 100 m   | Céline Distel-Bonnet Ayodélé Ikuesan Myriam Soumaré Stella Akakpo                          | 2es en 42 s 45         |
| 4 x 400 m   | Marie Gayot Muriel Hurtis Agnès Raharolahy Floria Gueï Estelle Perrossier Phara Anacharsis | 1res en 3 min 24 s 27  |

### Amsterdam 2016

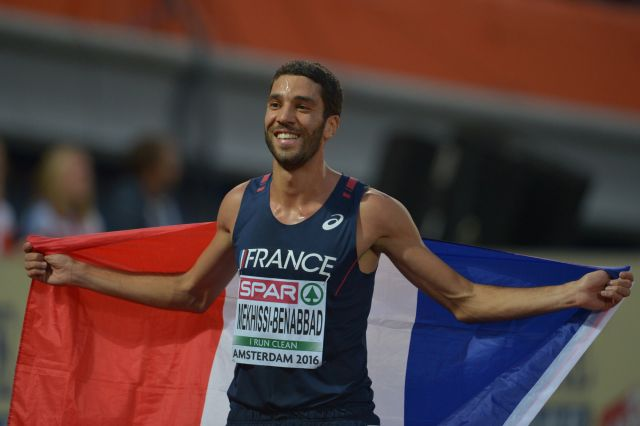
Mahiedine Mekhissi-Benabbad lors de son titre sur 3000 m steeple aux championnats d'Europe 2016.

| Épreuve         | Athlète                                                          | Résultat              |
| --------------- | ---------------------------------------------------------------- | --------------------- |
| 100 m           | Jimmy Vicaut                                                     | 3e en 10 s 08         |
| 100 m           | Stuart Dutamby                                                   | Demi-finales          |
| 200 m           | Méba-Mickaël Zézé                                                | Demi-finales          |
| 400 m           | Mame-Ibra Anne                                                   | 7e en 45 s 75         |
| 400 m           | Thomas Jordier                                                   | Demi-finales          |
| 800 m           | Pierre-Ambroise Bosse                                            | 5e en 1 min 45 s 79   |
| 800 m           | Sofiane Selmouni                                                 | Séries                |
| 1 500 m         | Florian Carvalho                                                 | 5e en 3 min 47 s 32   |
| 1 500 m         | Morhad Amdouni                                                   | 13e en 3 min 51 s 61  |
| 1 500 m         | Bryan Cantero                                                    | Séries                |
| 5 000 m         | Morhad Amdouni                                                   | 5e en 13 min 40 s 94  |
| Semi-marathon   | Hassan Chahdi                                                    | 7e en 1 h 3 min 43 s  |
| Semi-marathon   | Yohan Durand                                                     | 53e en 1 h 7 min 32 s |
| Semi-marathon   | Romain Courcières                                                | 66e en 1 h 8 min 42 s |
| 110 m haies     | Dimitri Bascou                                                   | 1er en 13 s 25        |
| 110 m haies     | Wilhem Belocian                                                  | 3e en 13 s 33         |
| 110 m haies     | Aurel Manga                                                      | 6e en 13 s 47         |
| 400 m haies     | Mamadou Kassé Hann                                               | Demi-finales          |
| 3 000 m steeple | Mahiedine Mekhissi-Benabbad                                      | 1er en 8 min 25 s 63  |
| 3 000 m steeple | Yoann Kowal                                                      | 3e en 8 min 30 s 79   |
| 3 000 m steeple | Djilali Bedrani                                                  | Séries                |
| Perche          | Stanley Joseph                                                   | 13e avec 5,30 m       |
| Perche          | Renaud Lavillenie                                                | Non classé en finale  |
| Perche          | Kévin Menaldo                                                    | Non classé en finale  |
| Longueur        | Kafétien Gomis                                                   | 7e avec 7,84 m        |
| Triple-saut     | Benjamin Compaoré                                                | 12e avec 16,12 m      |
| Triple-saut     | Harold Correa                                                    | Qualifications        |
| Décathlon       | Romain Barras                                                    | 6e avec 8 002 pts     |
| Décathlon       | Florian Geffrouais                                               | 18e avec 6 723 pts    |
| 4 x 100 m       | Marvin René Stuart Dutamby Méba-Mickaël Zézé Jimmy Vicaut        | 2e en 38 s 38         |
| 4 x 400 m       | Mamadou Kassé Hann Ludvy Vaillant Alexandre Divet Thomas Jordier | Séries                |

| Épreuve         | Athlète                                                                                         | Résultat               |
| --------------- | ----------------------------------------------------------------------------------------------- | ---------------------- |
| 100 m           | Floriane Gnafoua                                                                                | 7e en 11 s 36          |
| 100 m           | Jennifer Galais                                                                                 | Demi-finales           |
| 100 m           | Stella Akakpo                                                                                   | Demi-finales           |
| 400 m           | Floria Gueï                                                                                     | 2e en 51 s 21          |
| 800 m           | Rénelle Lamote                                                                                  | 2e en 2 min 0 s 19     |
| 10 000 m        | Christelle Daunay                                                                               | 13e en 33 min 3 s 36   |
| Semi-marathon   | Jacqueline Gandar                                                                               | 16e en 1 h 13 min 0 s  |
| Semi-marathon   | Laurane Picoche                                                                                 | 41e en 1 h 15 min 24 s |
| Semi-marathon   | Sophie Duarte                                                                                   | 47e en 1 h 15 min 59 s |
| Semi-marathon   | Fanny Pruvost                                                                                   | 57e en 1 h 17 min 19 s |
| Semi-marathon   | Séverine Amel                                                                                   | Abandon                |
| 100 m haies     | Cindy Billaud                                                                                   | 7e en 13 s 29          |
| 100 m haies     | Sandra Gomis                                                                                    | Demi-finales           |
| 400 m haies     | Phara Anacharsis                                                                                | Demi-finales           |
| 400 m haies     | Aurélie Chaboudez                                                                               | Demi-finales           |
| 400 m haies     | Maëva Contion                                                                                   | Séries                 |
| 3 000 m steeple | Maëva Danois                                                                                    | Séries                 |
| Triple saut     | Jeanine Assani-Issouf                                                                           | Qualifications         |
| Triple saut     | Rouguy Diallo                                                                                   | Qualifications         |
| Disque          | Mélina Robert-Michon                                                                            | 5e avec 62,47 m        |
| Disque          | Pauline Pousse                                                                                  | 8e avec 59,62 m        |
| Marteau         | Alexandra Tavernier                                                                             | Qualifications         |
| Javelot         | Mathilde Andraud                                                                                | Qualifications         |
| Heptathlon      | Antoinette Nana Djimou                                                                          | 2e avec 6 458 pts      |
| 4 x 100 m       | Floriane Gnafoua Céline Distel Jennifer Galais Stella Akakpo                                    | 6e en 43 s 05          |
| 4 x 400 m       | Phara Anacharsis Brigitte Ntiamoah Marie Gayot Floria Gueï Agnès Raharolahy Elea-Mariama Diarra | 2e en 3 min 25 s 96    |

### Berlin 2018

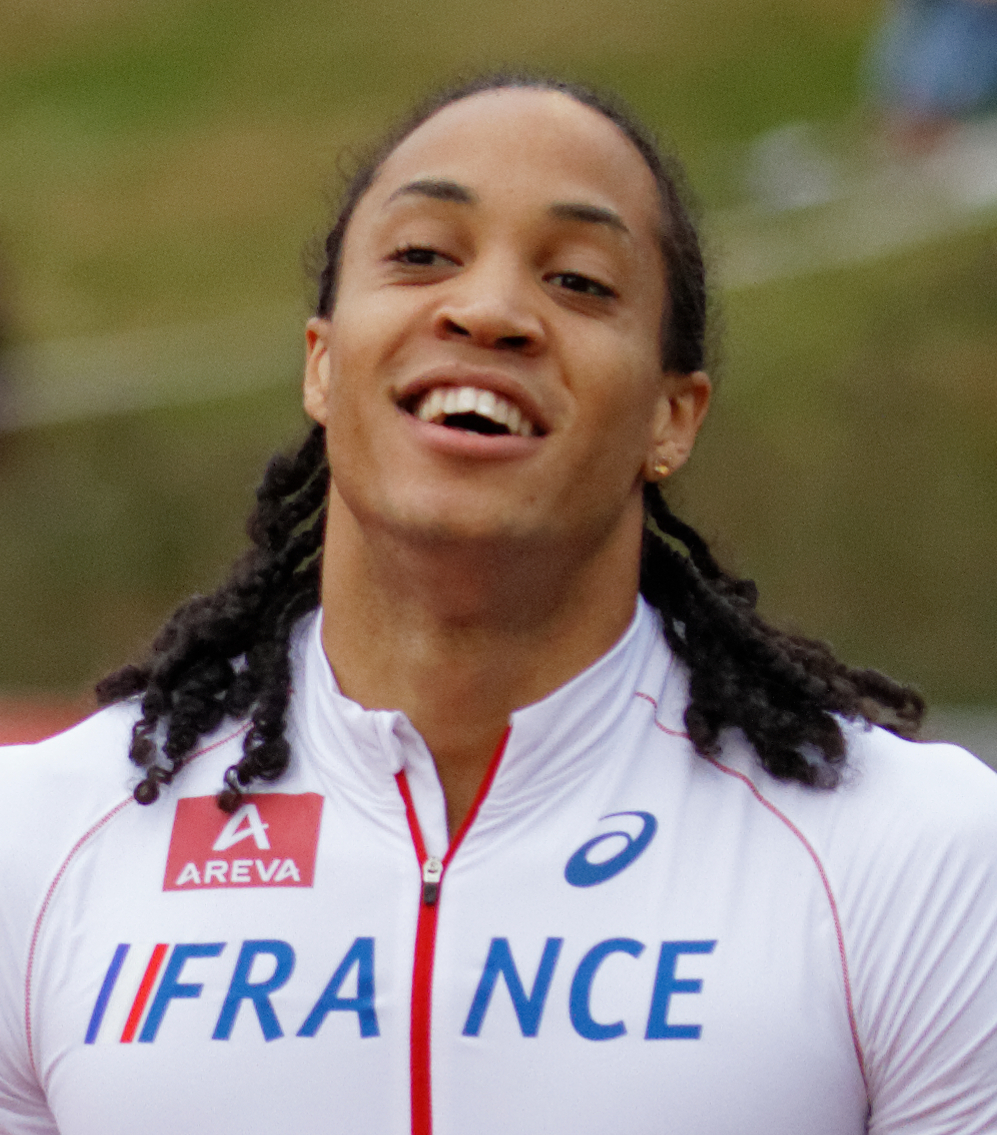
Pascal Martinot-Lagarde, champion d'Europe du 110 mètres haies en 2018.

La Fédération française d'athlétisme communique sa sélection définitive le 25 juillet 2018 :
| Épreuve         | Athlète                                                                                                | Résultat               |
| --------------- | --- | ---------------------- |
| 100 m           | Marvin René                                                                                            | Séries                 |
| 100 m           | Amaury Golitin                                                                                         | Demi-finales           |
| 100 m           | Jimmy Vicaut                                                                                           | Non partant en finale  |
| 200 m           | Stuart Dutamby                                                                                         | Demi-finales           |
| 200 m           | Méba-Mickaël Zézé                                                                                      | Demi-finales           |
| 110 m haies     | Pascal Martinot-Lagarde                                                                                | 1er en 13 s 17         |
| 110 m haies     | Aurel Manga                                                                                            | 7e en 13 s 51          |
| 110 m haies     | Garfield Darien                                                                                        | Demi-finales           |
| 400 m haies     | Victor Coroller                                                                                        | Demi-finales           |
| 400 m haies     | Ludvy Vaillant                                                                                         | 4e en 48 s 42          |
| 400 m haies     | Muhammad Abdallah Kounta                                                                               | Demi-finales           |
| 800 m           | Pierre-Ambroise Bosse                                                                                  | 3e en 1 min 45 s 30    |
| 800 m           | Gabriel Tual                                                                                           | Séries                 |
| 1 500 m         | Alexis Miellet                                                                                         | Séries                 |
| 1 500 m         | Baptiste Mischler                                                                                      | Séries                 |
| 1 500 m         | Simon Denissel                                                                                         | Séries                 |
| 3 000 m steeple | Mahiedine Mekhissi-Benabbad                                                                            | 1er en 8 min 31 s 66   |
| 3 000 m steeple | Yoann Kowal                                                                                            | 4e en 8 min 36 s 77    |
| 3 000 m steeple | Djilali Bedrani                                                                                        | 10e en 8 min 41 s 83   |
| 5 000 m         | Florian Carvalho                                                                                       | 12e en 13 min 28 s 08  |
| 5 000 m         | Morhad Amdouni                                                                                         | 3e en 13 min 19 s 14   |
| 10 000 m        | Florian Carvalho                                                                                       | 8e en 28 min 29 s 78   |
| 10 000 m        | Morhad Amdouni                                                                                         | 1er en 28 min 11 s 22  |
| 10 000 m        | François Barrer                                                                                        | 26e en 30 min 22 s 91  |
| 20 km marche    | Gabriel Bordier                                                                                        | 14e en 1 h 22 min 39 s |
| 20 km marche    | Kévin Campion                                                                                          | 9e en 1 h 21 min 52 s  |
| Marathon        | Hassan Chahdi                                                                                          | Abandon                |
| Marathon        | Yohan Durand                                                                                           | 31e en 2 h 19 min 33 s |
| Marathon        | Jean-Damascène Habarurema                                                                              | 54e en 2 h 27 min 36 s |
| Marathon        | Benjamin Malaty                                                                                        | 39e en 2 h 20 min 19 s |
| Marathon        | Abdellatif Meftah                                                                                      | 30e en 2 h 19 min 23 s |
| Longueur        | Kafétien Gomis                                                                                         | 9e avec 7,84 m         |
| Longueur        | Yann Randrianasolo                                                                                     | Qualifications         |
| Longueur        | Guillaume Victorin                                                                                     | 8e avec 7,84 m         |
| Triple saut     | Harold Correa                                                                                          | 11e avec 16,33 m       |
| Triple saut     | Jean-Marc Pontvianne                                                                                   | 7e avec 16,61 m        |
| Triple saut     | Kevin Luron                                                                                            | Qualifications         |
| Perche          | Renaud Lavillenie                                                                                      | 3e avec 5,95 m         |
| Perche          | Axel Chapelle                                                                                          | 8e avec 5,65 m         |
| Perche          | Alioune Sene                                                                                           | 12e avec 5,30 m        |
| Poids           | Frédéric Dagée                                                                                         | Qualifications         |
| Disque          | Lolassonn Djouhan                                                                                      | 10e avec 61,89 m       |
| Marteau         | Quentin Bigot                                                                                          | Qualifications         |
| Décathlon       | Kevin Mayer                                                                                            | Abandon                |
| Décathlon       | Romain Martin                                                                                          | 18e avec 7 022 pts     |
| Décathlon       | Ruben Gado                                                                                             | 17e avec 7 137 pts     |
| 4 x 100 m       | Stuart Dutamby Mouhamadou Fall Amaury Golitin Marvin René Jimmy Vicaut Méba-Mickaël Zézé               | 4e en 38 s 51          |
| 4 x 400 m       | Mame-Ibra Anne Teddy Atine-Venel Mamoudou Hanne Thomas Jordier Ludvy Vaillant Muhammad Abdallah Kounta | 4e en 3 min 2 s 08     |

| Épreuve         | Athlète | Résultat               |
| --------------- | --- | ---------------------- |
| 100 m           | Orphée Neola | Demi-finales           |
| 100 m           | Carolle Zahi | 7e en 11 s 20          |
| 100 m           | Orlann Ombissa-Dzangue                                                                                           | 8e en 11 s 29          |
| 100 m haies     | Solène Ndama | Disqualifiée en finale |
| 100 m haies     | Laura Valette | Demi-finales           |
| 400 m           | Floria Gueï | 7e en 51 s 57          |
| 400 m haies     | Aurélie Chaboudez                                                                                                | Demi-finales           |
| 800 m           | Rénelle Lamote                                                                                                   | 2e en 2 min 0 s 62     |
| 800 m           | Claudia Saunders                                                                                                 | Séries                 |
| 800 m           | Cynthia Anaïs | Séries                 |
| 3 000 m steeple | Ophélie Claude-Boxberger                                                                                         | 9e en 9 min 31 s 84    |
| 3 000 m steeple | Emma Oudiou | 14e en 9 min 43 s 26   |
| 10 000 m        | Sophie Duarte | 16e en 33 min 56 s 57  |
| 20 km marche    | Émilie Menuet | 15e en 1 h 32 min 49 s |
| 50 km marche    | Lucie Champalou                                                                                                  | 14e en 4 h 52 min 38 s |
| Marathon        | Clémence Calvin                                                                                                  | 2e en 2 h 26 min 28 s  |
| Longueur        | Éloyse Lesueur-Aymonin                                                                                           | Qualifications         |
| Triple saut     | Rouguy Diallo | 8e avec 14,08 m        |
| Triple saut     | Jeanine Assani-Issouf                                                                                            | 7e avec 14,12 m        |
| Perche          | Ninon Guillon-Romarin                                                                                            | 5e avec 4,65 m         |
| Perche          | Marion Lotout | Qualifications         |
| Marteau         | Alexandra Tavernier                                                                                              | 2e avec 74,78 m        |
| Javelot         | Alexie Alaïs | 6e avec 60,01 m        |
| Heptathlon      | Estelle Turpin                                                                                                   | 11e avec 6 093 pts     |
| Heptathlon      | Diane Marie-Hardy                                                                                                | 18e avec 5 794 pts     |
| 4 x 100 m       | Stella Akakpo Amandine Brossier Jennifer Galais Orlann Ombissa-Dzangue Estelle Raffai Carolle Zahi               | 5e en 43 s 10          |
| 4 x 400 m       | Elea-Mariama Diarra Déborah Sananes Agnès Raharolahy Floria Gueï Estelle Perrossier Kellya Pauline Cynthia Anaïs | 2e en 3 min 27 s 17    |

### Munich 2022

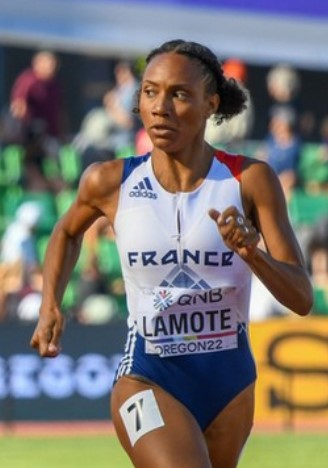
Rénelle Lamote, médaillée d'argent sur 800 m.

La liste des 101 athlètes français est publiée le 4 août 2022, :
| Épreuve         | Athlète                                                                       | Résultat                     |
| --------------- | ----------------------------------------------------------------------------- | ---------------------------- |
| 100 m           | Mouhamadou Fall                                                               | 5e en 10 s 17                |
| 100 m           | Jimmy Vicaut                                                                  | Demi-finales                 |
| 100 m           | Méba-Mickaël Zézé                                                             | Demi-finales                 |
| 200 m           | Mouhamadou Fall                                                               | Demi-finales                 |
| 200 m           | Méba-Mickaël Zézé                                                             | Demi-finales                 |
| 200 m           | Ryan Zézé                                                                     | Demi-finales                 |
| 400 m           | Gilles Biron                                                                  | Demi-finales                 |
| 400 m           | Thomas Jordier                                                                | 8e en 45 s 67                |
| 800 m           | Benjamin Robert                                                               | 5e en 1 min 45 s 42          |
| 800 m           | Gabriel Tual                                                                  | Demi-finales                 |
| 800 m           | Yanis Méziane                                                                 | Séries                       |
| 1 500 m         | Azeddine Habz                                                                 | 10e en 3 min 40 s 92         |
| 1 500 m         | Baptiste Mischler                                                             | Séries                       |
| 5 000 m         | Hugo Hay                                                                      | 19e en 13 min 45 s 63        |
| 5 000 m         | Félix Bour                                                                    | 24e en 14 min 5 s 84         |
| 10 000 m        | Jimmy Gressier                                                                | 4e en 27 min 49 s 84         |
| 10 000 m        | Yoann Kowal                                                                   | 15e en 28 min 17 s 39        |
| 10 000 m        | Yann Schrub                                                                   | 3e en 27 min 47 s 13         |
| 110 m haies     | Pascal Martinot-Lagarde                                                       | 2e en 13 s 14                |
| 110 m haies     | Just Kwaou-Mathey                                                             | 3e en 13 s 33                |
| 110 m haies     | Sasha Zhoya                                                                   | 8e en 16 s 51                |
| 110 m haies     | Aurel Manga                                                                   | Demi-finales                 |
| 400 m haies     | Wilfried Happio                                                               | 2e en 48 s 56                |
| 400 m haies     | Victor Coroller                                                               | 8e en 50 s 46                |
| 400 m haies     | Ludvy Vaillant                                                                | 4e en 48 s 79                |
| 3 000 m steeple | Djilali Bedrani                                                               | 8e en 8 min 28 s 52          |
| 3 000 m steeple | Mehdi Belhadj                                                                 | Séries                       |
| 3 000 m steeple | Louis Gilavert                                                                | 15e en 8 min 39 s 62         |
| Marathon        | Florian Carvalho                                                              | 52e en 2 h 21 min 51 s       |
| Marathon        | Benjamin Choquert                                                             | 21e en 2 h 15 min 48 s       |
| Marathon        | Yohan Durand                                                                  | Abandon                      |
| Marathon        | Michael Gras                                                                  | 10e en 2 h 12 min 39 s       |
| Marathon        | Nicolas Navarro                                                               | 5e en 2 h 10 min 41 s        |
| Marathon        | Emmanuel Roudolff-Levisse                                                     | Abandon                      |
| 20 km marche    | Gabriel Bordier                                                               | 19e en 1 h 28 min 11 s       |
| 20 km marche    | Kévin Campion                                                                 | 6e en 1 h 20 min 47 s        |
| 35 km marche    | Aurélien Quinion                                                              | Disqualifié                  |
| Hauteur         | Nathan Ismar                                                                  | Qualifications               |
| Hauteur         | Sébastien Micheau                                                             | Finale (aucun essai réussi)  |
| Perche          | Renaud Lavillenie                                                             | 7e avec 5,65 m               |
| Perche          | Valentin Lavillenie                                                           | Qualifications               |
| Perche          | Thibaut Collet                                                                | 5e avec 5,75 m               |
| Longueur        | Augustin Bey                                                                  | Qualifications               |
| Longueur        | Tom Campagne                                                                  | Qualifications               |
| Longueur        | Jules Pommery                                                                 | 3e avec 8,06 m               |
| Triple saut     | Benjamin Compaoré                                                             | Qualifications               |
| Triple saut     | Enzo Hodebar                                                                  | 7e avec 16,62 m              |
| Triple saut     | Jean-Marc Pontvianne                                                          | 3e avec 16,94 m              |
| Poids           | Frédéric Dagée                                                                | Forfait                      |
| Marteau         | Quentin Bigot                                                                 | 7e avec 77,48 m              |
| Marteau         | Yann Chaussinand                                                              | Qualifications               |
| Marteau         | Jean-Baptiste Bruxelle                                                        | Qualifications               |
| Javelot         | Felise Vahai Sosaia                                                           | Qualifications               |
| Décathlon       | Kevin Mayer                                                                   | Abandon après la 1re épreuve |
| Décathlon       | Baptiste Thiery                                                               | 9e avec 8 057 points         |
| 4 x 100 m       | Jimmy Vicaut Méba-Mickaël Zézé Ryan Zézé Jeff Erius Pablo Matéo Aymeric Priam | 2es en 37 s 94               |
| 4 x 400 m       | Gilles Biron Thomas Jordier Téo Andant Simon Boypa Loïc Prévot                | 3es en 2 min 59 s 64         |

| Épreuve         | Athlète | Résultat                  |
| --------------- | --- | ------------------------- |
| 100 m           | Mallory Leconte                                                                                               | Demi-finales              |
| 200 m           | Shana Grebo                                                                                                   | 6e en 23 min 6 s          |
| 200 m           | Gémima Joseph                                                                                                 | Demi-finales              |
| 400 m           | Amandine Brossier                                                                                             | Demi-finales              |
| 400 m           | Sokhna Lacoste                                                                                                | Séries                    |
| 800 m           | Rénelle Lamote                                                                                                | 2e en 1 min 59 s 49       |
| 800 m           | Agnès Raharolahy                                                                                              | Demi-finales              |
| 1 500 m         | Aurore Fleury                                                                                                 | Séries                    |
| 5 000 m         | Manon Trapp                                                                                                   | 19e en 16 min 15 s 44     |
| 10 000 m        | Mekdes Woldu                                                                                                  | 13e en 32 min 39 s 54     |
| 10 000 m        | Alessia Zarbo                                                                                                 | 12e en 32 min 36 s 28     |
| Marathon        | Mélody Julien                                                                                                 | 14e en 2 h 32 min 19 s    |
| 20 km marche    | Clémence Beretta                                                                                              | 6e en 1 h 30 min 37 s     |
| 20 km marche    | Camille Moutard                                                                                               | 10e en 1 h 33 min 16 s    |
| 20 km marche    | Eloïse Terrec                                                                                                 | 11e en 1 h 34 min 4 s     |
| 100 m haies     | Cyréna Samba-Mayela                                                                                           | 7e en 13 min 5 s          |
| 100 m haies     | Laëticia Bapté                                                                                                | Demi-finales              |
| 100 m haies     | Laura Valette                                                                                                 | Demi-finales              |
| 400 m haies     | Camille Séri                                                                                                  | Demi-finales              |
| 3 000 m steeple | Alice Finot                                                                                                   | Forfait                   |
| 3 000 m steeple | Alexa Lemitre                                                                                                 | Séries                    |
| 3 000 m steeple | Flavie Renouard                                                                                               | Séries                    |
| Hauteur         | Solène Gicquel                                                                                                | 13e avec 1,86 m           |
| Perche          | Margot Chevrier                                                                                               | 10e avec 4,40 m           |
| Perche          | Ninon Chapelle                                                                                                | Qualifications            |
| Perche          | Marie-Julie Bonnin                                                                                            | 6e avec 4,55 m            |
| Longueur        | Maëlly Dalmat                                                                                                 | Qualifications            |
| Longueur        | Yanis David                                                                                                   | 8e avec 6,51 m            |
| Disque          | Mélina Robert-Michon                                                                                          | 8e avec 60,60 m           |
| Disque          | Amanda Ngandu-Ntumba                                                                                          | Qualifications            |
| Marteau         | Alexandra Tavernier                                                                                           | 12e avec 66,60 m          |
| Marteau         | Rose Loga | Qualifications            |
| Javelot         | Alizée Minard                                                                                                 | Qualifications            |
| Heptathlon      | Léonie Cambours                                                                                               | 14e avec 4 949 pts        |
| 4 x 100 m       | Mallory Leconte Wided Atatou Chloé Galet Floriane Gnafoua Leelou Martial-Ehoulet Helène Parisot Gémima Joseph | Finale (disqualification) |
| 4 x 400 m       | Shana Grebo Amandine Brossier Sokhna Lacoste Diana Iscaye Sounkamba Sylla Marjorie Veyssiere                  | Séries                    |

### Rome 2024
La liste est publiée par la Fédération française d'athlétisme le 31 mai 2024. En raison d’une erreur administrative de la part de la FFA, Azeddine Habz (1 500 m) et Simon Bédard (10 000 m) n'ont pas été inscrits et ne peuvent participer à ces championnats d'Europe. L'Association européenne d'athlétisme, qui refusait dans un premier temps de réintégrer ces deux athlètes dans ses listes d'engagés, revient sur sa décision le 3 juin et les autorisent à participer à ces championnats.
| Épreuve           | Athlète | Résultat             |
| ----------------- | --- | -------------------- |
| 100 m             | Pablo Matéo | 8e en 10 s 22        |
| 100 m             | Méba-Mickaël Zézé                                                                                               | Disqualifié          |
| 200 m             | Pablo Matéo | Disqualifié          |
| 200 m             | Ryan Zézé | Demi-finales         |
| 400 m             | Téo Andant | Demi-finales         |
| 400 m             | Gilles Biron | Demi-finales         |
| 400 m             | David Sombé | Demi-finales         |
| 800 m             | Paul Anselmini                                                                                                  | Demi-finales         |
| 800 m             | Yanis Meziane                                                                                                   | Séries               |
| 800 m             | Gabriel Tual | 1er en 1 min 44 s 87 |
| 1 500 m           | Azeddine Habz                                                                                                   |                      |
| 1 500 m           | Maël Gouyette                                                                                                   |                      |
| 1 500 m           | Romain Mornet                                                                                                   |                      |
| 5 000 m           | Bastien Augusto                                                                                                 |                      |
| 5 000 m           | Étienne Daguinos                                                                                                |                      |
| 5 000 m           | Romain Legendre                                                                                                 |                      |
| 10 000 m          | Simon Bédard |                      |
| 10 000 m          | Valentin Gondouin                                                                                               |                      |
| 10 000 m          | Jimmy Gressier                                                                                                  |                      |
| 10 000 m          | Yann Schrub |                      |
| 10 000 m          | Loïc Scomparin                                                                                                  |                      |
| Semi-marathon     | Félix Bour |                      |
| Semi-marathon     | Benjamin Choquert                                                                                               |                      |
| Semi-marathon     | Mehdi Frère |                      |
| Semi-marathon     | Nicolas Navarro                                                                                                 |                      |
| Semi-marathon     | Emmanuel Roudolff-Levisse                                                                                       |                      |
| 110 m haies       | Romain Lecoeur                                                                                                  |                      |
| 110 m haies       | Aurel Manga |                      |
| 110 m haies       | Raphaël Mohamed                                                                                                 |                      |
| 400 m haies       | Wilfried Happio                                                                                                 |                      |
| 3 000 m steeple   | Djilali Bedrani                                                                                                 |                      |
| 3 000 m steeple   | Nicolas-Marie Daru                                                                                              |                      |
| 3 000 m steeple   | Alexis Miellet                                                                                                  |                      |
| Saut à la perche  | Thibaut Collet                                                                                                  |                      |
| Saut à la perche  | Robin Emig |                      |
| Saut à la perche  | Baptiste Thiery                                                                                                 |                      |
| Saut en longueur  | Tom Campagne |                      |
| Saut en longueur  | Jules Pommery                                                                                                   |                      |
| Triple saut       | Benjamin Compaoré                                                                                               |                      |
| Triple saut       | Thomas Gogois                                                                                                   |                      |
| Triple saut       | Jean-Marc Pontvianne                                                                                            |                      |
| Lancer du disque  | Lolassonn Djouhan                                                                                               | 19e avec 60,80 m     |
| Lancer du disque  | Tom Reux | 25e avec 59,06 m     |
| Lancer du marteau | Yann Chaussinand                                                                                                |                      |
| Lancer du marteau | Quentin Bigot                                                                                                   |                      |
| Lancer du javelot | Teuraiterai Tupaia                                                                                              |                      |
| Décathlon         | Téo Bastien |                      |
| Décathlon         | Makenson Gletty                                                                                                 |                      |
| Décathlon         | Kevin Mayer |                      |
| 20 km marche      | Gabriel Bordier                                                                                                 |                      |
| 20 km marche      | Kévin Campion                                                                                                   |                      |
| 20 km marche      | Aurélien Quinion                                                                                                |                      |
| 4 × 100 m         | Jeff Erius Pablo Matéo Aymeric Priam Antoine Thoraval Jimmy Vicaut (forfait) Méba-Mickaël Zézé Ryan Zézé        |                      |
| 4 × 400 m         | Téo Andant Gilles Biron David Sombé Muhammad Abdallah Kounta Benoît Moudio-Priso Yann Spillmann Wilfried Happio |                      |

| Épreuve           | Athlète | Résultat |
| ----------------- | --- | -------- |
| 100 m             | Gémima Joseph                                                                                                   |          |
| 200 m             | Hélène Parisot                                                                                                  |          |
| 400 m             | Amandine Brossier                                                                                               |          |
| 800 m             | Anaïs Bourgoin                                                                                                  |          |
| 800 m             | Léna Kandissounon                                                                                               |          |
| 1 500 m           | Bérénice Cleyet-Merle                                                                                           |          |
| 1 500 m           | Agathe Guillemot                                                                                                |          |
| 5 000 m           | Sarah Madeleine                                                                                                 |          |
| Semi-marathon     | Méline Rollin                                                                                                   |          |
| Semi-marathon     | Margaux Sieracki                                                                                                |          |
| Semi-marathon     | Mekdes Woldu |          |
| 100 m haies       | Laëticia Bapté                                                                                                  |          |
| 100 m haies       | Cyréna Samba-Mayela                                                                                             |          |
| 400 m haies       | Louise Maraval                                                                                                  |          |
| 3 000 m steeple   | Aude Clavier |          |
| 3 000 m steeple   | Alice Finot |          |
| 3 000 m steeple   | Flavie Renouard                                                                                                 |          |
| Saut en hauteur   | Solène Gicquel                                                                                                  |          |
| Saut en hauteur   | Nawal Meniker                                                                                                   |          |
| Saut à la perche  | Marie-Julie Bonnin                                                                                              |          |
| Saut à la perche  | Ninon Chapelle                                                                                                  |          |
| Saut à la perche  | Alix Dehaynain                                                                                                  |          |
| Saut en longueur  | Hilary Kpatcha                                                                                                  |          |
| Triple saut       | Ilionis Guillaume                                                                                               |          |
| Lancer du disque  | Amanda Ngandu-Ntumba                                                                                            |          |
| Lancer du disque  | Mélina Robert-Michon                                                                                            |          |
| Lancer du marteau | Rose Loga |          |
| Lancer du marteau | Alexandra Tavernier                                                                                             |          |
| Heptathlon        | Auriana Lazraq-Khlass                                                                                           |          |
| 20 km marche      | Clémence Beretta                                                                                                |          |
| 20 km marche      | Camille Moutard                                                                                                 |          |
| 20 km marche      | Pauline Stey |          |
| 4 × 100 m         | Chloé Galet Gémima Joseph Orlann Oliere Maroussia Paré Hélène Parisot Sarah Richard-Mingas Marie-Ange Rimlinger |          |
| 4 × 400 m         | Amandine Brossier Alexe Déau Diana Iscaye Louise Maraval Camille Séri Sounkamba Sylla Marjorie Veyssiere        |          |

| Épreuve   | Athlète                                                                                                   | Résultat    |
| --------- | --- | ----------- |
| 4 × 400 m | Wilfried Happio Muhammad Abdallah Kounta Louise Maraval Yann Spillmann Sounkamba Sylla Marjorie Veyssiere | Disqualifié |